# 单射、满射与双射
在数学定义中，单射、满射和双射是指根据其定义域和陪域的关联方式所区分的三类映射。
- 单射：指将不同的变量映射到不同的值的映射。
- 满射：指陪域等于值域的映射。即：对陪域中任意元素，都存在至少一个定义域中的元素与之对应。
- 双射（也称一一对应或一一映射）：既是单射又是满射的映射。直观地说，一个双射映射形成一个对应，并且每一个输入值都有正好一个输出值以及每一个输出值都有正好一个输入值。 （在一些参考书中，“一一”用来指双射，但是这里不用这个较老的用法。）

下图对比了四种不同的情况：

雙射（單射與滿射）
單射但非滿射
滿射但非單射
非滿射非單射

## 单射（one to one 或 injection）

单射复合:第二个映射不必是单射。

一个映射称为单射（一对一）如果每个可能的像最多只有一个变量映射其上。等价的有，一个映射是单射如果它把不同值映射到不同像。一个单射映射简称单射。形式化的定义如下。
映射{\displaystyle f:A\to B} 是单射 当且仅当对于所有{\displaystyle a,b\in A}, 我们有{\displaystyle f(a)=f(b)\Rightarrow a=b.}
- 一个映射{\displaystyle f:A\to B}是单射当且仅当{\displaystyle A}是空的或{\displaystyle f}是左可逆的，也就是说，存在一个映射{\displaystyle g:B\to A} 使得{\displaystyle g\circ f=A}上的恒等映射.
- 因为每个映射都是满射当它的陪域限制为它的值域时，每个单射导出一个到它的值域的双射。更精确的讲，每个单射{\displaystyle f:A\to B}可以分解为一个双射接着一个如下的包含映射。令{\displaystyle f_{R}:A\to f(A)}为把陪域限制到像的 {\displaystyle i}，令 {\displaystyle i:f(A)\to B}为从{\displaystyle f(A)}到{\displaystyle B}中的包含映射.则{\displaystyle f=i\circ f_{R}}. 一个对偶的分解会对满射成立。
- 两个单射的复合也是单射，但若{\displaystyle f\circ g}是单射，只能得出{\displaystyle g}是单射的结论。参看右图。

## 满射（onto 或 surjection）

满射复合：第一个映射不必为满射

一个映射称为满射（到上）如果每个可能的像至少有一个变量映射其上，或者说陪域任何元素都有至少有一个变量与之对应。形式化的定义如下：
映射{\displaystyle f:A\to B}为满射，当且仅当对任意{\displaystyle b\in B}，存在{\displaystyle a\in A}满足{\displaystyle f(a)=b}。
- 映射{\displaystyle f:X\rightarrow Y}为一个满射，当且仅当存在一个映射{\displaystyle g:Y\rightarrow X}满足{\displaystyle f\circ g}等于{\displaystyle Y}上的单位映射。（这个陈述等同于选择公理。）
- 将一个满射的陪域中每个元素的原像集看作一个等价类，我们可以得到以该等价类组成的集合（原定义域的商集）为定义域的一个双射。
- 如果{\displaystyle f}和{\displaystyle g}皆为满射，则{\displaystyle f\circ g}为满射。如果{\displaystyle f\circ g}是满射，则仅能得出{\displaystyle f}是满射。参见右图。

## 双射（bijection）

双射复合：第一个映射不必为满射、第二个映射不必为单射

既是单射又是满射的映射称为双射. 映射为双射当且仅当每个可能的像有且仅有一个变量与之对应。
映射{\displaystyle f:A\to B}为双射当且仅当对任意{\displaystyle b\in B}存在唯一{\displaystyle a\in A}满足{\displaystyle f(a)=b}。
- 映射f : A → B为双射当且仅当其可逆，即，存在映射g: B → A满足g o f = A上的恒等映射，且f o g为B上的恒等映射。
- 两个双射的复合也是双射。如g o f为双射，则仅能得出f为单射且g为满射。见右图。

- 同一集合上的双射构成一个对称群。

- 如果{\displaystyle X,Y}皆为实数{\displaystyle \mathbb {R} }，则双射映射{\displaystyle f:\mathbb {R} \rightarrow \mathbb {R} }可以被视觉化为两根任意的水平直线只相交正好一次。（这是水平线测试的一个特例。）

### 势
双射映射经常被用于表明集合X和Y是等势的，即有一样的基数。如果在两个集合之间可以建立一个一一对应，则说这两个集合等势。
如果{\displaystyle X,Y}皆为有限集合，则这两个集合中{\displaystyle X,Y}之间存在一个双射，当且仅当X和Y的元素数相等。其实，在公理集合论中，元素数相同的定义被认为是个特例，一般化这个定义到无限集合需要导入基数的概念，这是一个区别各类不同大小的无限集合的方法。

## 例子
对于每个映射给定定义域和陪域很重要，因为改变这些就能改变映射属于什么射。

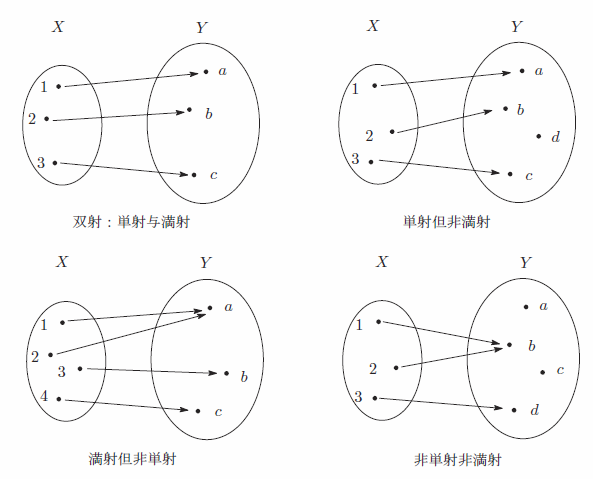

### 双射
- 任意集合上的恒等映射id为一双射。
- 考虑映射{\displaystyle f:\mathbb {R} \rightarrow \mathbb {R} }，定义为{\displaystyle f(x)=2x+1}。这个映射是双射，因为给定任意一个实数{\displaystyle y}，我们都能解{\displaystyle y=2x+1}，得到唯一的实数解{\displaystyle x=(y-1)/2}。
- 指数映射 {\displaystyle \exp :\mathbf {R} \to \mathbf {R} ^{+}:x\mapsto \mathrm {e} ^{x}}及其逆映射自然对数 {\displaystyle \ln :\mathbf {R} ^{+}\to \mathbf {R} :x\mapsto \ln {x}}。

### 单射、但非满射
- 指数映射{\displaystyle \exp :\mathbf {R} \to \mathbf {R} :x\mapsto \mathrm {e} ^{x}}

### 满射、但非单射
- {\displaystyle \mathbf {R} \to \mathbf {R} :x\mapsto (x-1)x(x+1)=x^{3}-x}

### 既非单射也非满射
- {\displaystyle \mathbf {R} \to \mathbf {R} :x\mapsto x^{2}}

## 范畴论
范畴论的单态射、满态射和同构是单射、满射和双射概念的推广。在集合范畴中的单态射、满态射和同构分别对应单射、满射和双射映射。